# Isabel Paterson
Isabel Paterson (22 de janeiro de 1886 - 10 de janeiro de 1961) foi uma jornalista, romancista e filósofa política canadense-americana. Ela foi uma importante crítica literária e cultural de sua época. O historiador Jim Powell chamou Paterson de uma das três mães fundadoras do libertarismo americano, junto com Rose Wilder Lane e Ayn Rand, as quais por sua vez reconheceram uma dívida intelectual para com Paterson. A obra mais conhecida de Paterson, The God of the Machine (1943), um tratado sobre filosofia política, economia e história, chegou a conclusões que muitos libertários consideram a base de sua filosofia. O biógrafo de Paterson, Stephen D. Cox (2004), acredita que a escritora foi "o primeiro progenitor do libertarianismo como o conhecemos hoje". Em uma carta de 1943, Rand escreveu que "The God of the Machine é um documento que poderia literalmente salvar o mundo (...) [O livro] faz pelo capitalismo o que Das Kapital faz pelos vermelhos e o que a Bíblia fez pelo cristianismo".

## Biografia
Nascida Isabel Mary Bowler na zona rural da Ilha de Manitoulin, Ontário, muito jovem ela se mudou com a família para o oeste. Ela cresceu numa fazenda de gado em Alberta. A família de Paterson era muito pobre e ela tinha oito irmãos. Leitora voraz, e em grande medida autodidata, ela estudou numa escola pública do interior de forma breve e informal, por cerca de três anos, dos 11 aos 14 anos de idade. No final da adolescência, Isabel trocou o rancho pela cidade de Calgary, onde conseguiu um emprego administrativo na Canadian Pacific Railway. Quando adolescente, ela trabalhou como garçonete, estenógrafa e contadora. Num certo momento, trabalhou como assistente do futuro primeiro-ministro canadense R. B. Bennett.
Essa juventude difícil provavelmente levou Paterson a atribuir grande importância a aqueles indivíduos produtivos e feitos por si mesmos. Embora fosse articulada, lida e erudita, Paterson teve uma educação formal extremamente limitada, uma experiência que ela compartilhou com Rose Wilder Lane, que também foi amiga e correspondente de Paterson por muitos anos. :216–8; 241–2
Em 1910, a partir dos 24 anos, Bowler teve um casamento de curta duração com o canadense Kenneth B. Paterson. O casamento não foi feliz e eles se separaram em 1918. Foi durante esses anos, numa incursão ao sul da fronteira, que Paterson conseguiu um emprego no jornal Inland Herald, em Spokane, Washington. Inicialmente ela trabalhou no departamento comercial do jornal, mas depois foi transferida para o departamento editorial. Ali começou sua carreira jornalística. Sua próxima posição foi num jornal em Vancouver, British Columbia, onde por dois anos ela escreveu críticas de livros de ficção.

### Escritora e crítica
Em 1914, Paterson começou a enviar seus dois primeiros romances, The Magpie's Nest e The Shadow Riders, para editores, sem muito sucesso. Foi apenas em 1916 que seu segundo romance, The Shadow Riders, foi aceito e publicado pela John Lane Company, que também publicou The Magpie's Nest no ano seguinte. :46
Após a Primeira Guerra Mundial, ela se mudou para a cidade de Nova York, onde trabalhou para o escultor Gutzon Borglum. Ele trabalhava criando estátuas para a Catedral de St. John the Divine, e mais tarde iria esculpir o memorial do Monte Rushmore. Paterson também escrevia para o World e o American, em Nova York.
Em 1921, Paterson tornou-se assistente de Burton Rascoe, o novo editor literário do New York Tribune, mais tarde New York Herald Tribune. Por 25 anos, de 1924 a 1949, ela escreveu uma coluna (assinando simplesmente como "I. M. P.") para a seção "Livros" do Herald Tribune. Paterson se tornou uma das críticas literárias mais influentes de seu tempo. Ela cobriu uma época de grande expansão no mundo literário dos Estados Unidos, com os trabalhos da nova geração de Ernest Hemingway, F. Scott Fitzgerald e muitos outros, afro-americanos da Renascença do Harlem, bem como a primeira geração americana das grandes ondas de imigrantes europeus. Seus amigos durante esse período incluíam o famoso humorista Will Cuppy. :92–5 Em 1928, ela se tornou cidadã americana, aos 42 anos.
Ela era famosa por demonstrar seu humor afiado e ferir vacas sagradas em sua coluna, onde também articulou muitas das idéias políticas que alcançaram sua forma final em The God of the Machine. Seu pensamento, especialmente sobre o livre comércio, também foi prenunciado em seus romances históricos das décadas de 1920 e 1930. Paterson se opôs à maior parte do programa econômico conhecido como New Deal, que o presidente americano Franklin D. Roosevelt pôs em prática durante a Grande Depressão. Ela defendeu um menor envolvimento do governo nas questões sociais e fiscais, portanto alinhando-se ao liberalismo clássico e futuramente ao libertarismo.
Junto com Rose Wilder Lane e Zora Neale Hurston, Paterson criticou a política externa de Roosevelt e escreveu colunas ao longo da década de 1930 apoiando a liberdade e evitando intervenções estrangeiras.

### Paterson e Ayn Rand
No final da década de 1930, Paterson liderou um grupo de escritores mais jovens, muitos deles outros funcionários do Herald Tribune, que compartilharam de suas opiniões. Um deles foi o futuro correspondente e editor da revista Time Samuel Gardner Welles. :339–40
Outra era a jovem Ayn Rand. Em suas muitas discussões, Paterson é creditada por aumentar o conhecimento de Rand sobre a história e o governo americanos, e Rand por contribuir com ideias para The God of the Machine. Paterson acreditava que a ética de Rand era uma contribuição única, escrevendo para Rand na década de 1940: "Você parece ainda não saber que sua ideia é nova. Não é [como as ideias de] Nietzsche ou Max Stirner (...) O dito 'Ego' deles era composto por palavras giratórias – já o seu é uma entidade, uma pessoa, uma criatura viva funcionando na realidade concreta."
Paterson e Rand promoveram os livros uma do outra e trocaram um maciço volume de cartas ao longo dos anos, nas quais na frequentemente tratavam de religião e filosofia. Ateia, Rand criticou as tentativas deístas de Paterson de vincular o capitalismo à religião. Rand acreditava que capitalismo e religião eram incompatíveis, o que levou a uma longa discordância entre as duas. Sua correspondência terminou após uma briga em 1948. Durante uma visita a Rand em sua casa na Califórnia, os comentários de Paterson sobre o escritor Morrie Ryskind e o comportamento agressivo em relação ao empresário William C. Mullendore, os quais estavam presentes como convidados de Rand, resultaram na decepção de Rand com "Pat".
Da mesma forma, Paterson havia rompido com outra amiga e aliada política, Rose Wilder Lane, em 1946. :313
Como um sinal do tenor político da época, The God of the Machine foi publicado no mesmo ano que o romance de Rand The Fountainhead e The Discovery of Freedom de Rose Wilder Lane. O escritor Albert Jay Nock escreveu que os livros de não-ficção de Lane e Paterson foram "os únicos livros inteligíveis sobre a filosofia do individualismo escritos nos EUA neste século". As duas mulheres "mostraram ao mundo masculino desse período como pensar em fundamentos (...) Eles não se atrapalham – cada tiro é direto no alvo". O jornalista John Chamberlain credita a Paterson, Lane e Rand sua "conversão" final do socialismo ao que ele chamou de "uma filosofia americana mais antiga" de ideias libertárias e conservadoras. Jim Powell, um membro sênior do Cato Institute, considera Paterson, Lane e Rand as três mulheres mais importantes do libertarianismo americano moderno.

### Os últimos anos
Paterson influenciou ainda mais a ascensão pós-Segunda Guerra Mundial do conservadorismo americano ilustrado por meio de sua correspondência com o jovem Russel Kirk na década de 1940 e com o jovem William F. Buckley na década de 1950. Buckley e Kirk fundaram a icônica revista National Review, para a qual Paterson contribuiu por um breve período. No entanto, ela às vezes divergia nitidamente de Buckley, por exemplo, discordando da crítica da revista ao romance de Rand, Atlas Shrugged. :351
Em sua aposentadoria, Paterson recusou-se a se inscrever na Previdência Social e manteve seu cartão da Seguridade Social num envelope com a inscrição "A Seguridade Social é uma farsa". :325

Paterson faleceu em 10 de janeiro de 1961 e foi enterrada no terreno da família Welles no pátio da Igreja Episcopal de Santa Maria em Burlington, New Jersey. :362–363